# 브제크군

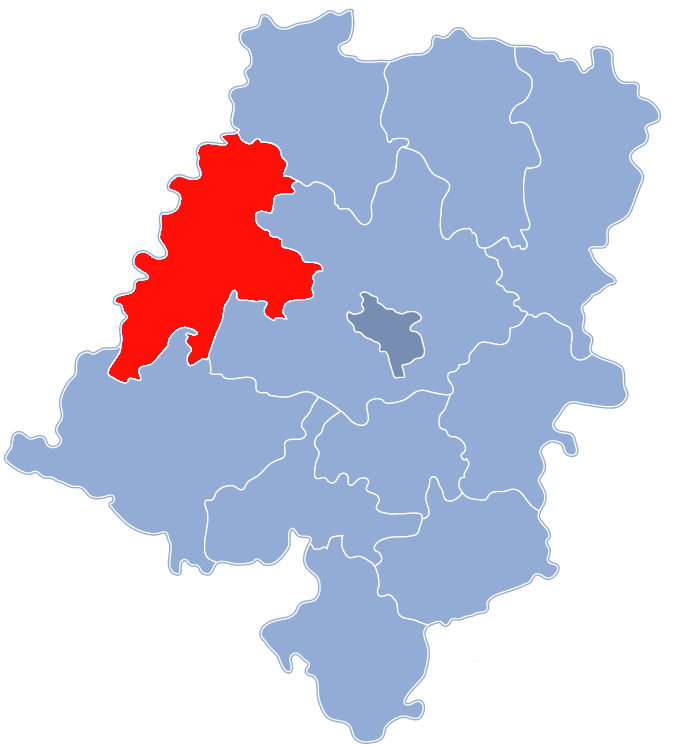
오폴레주 지도에 표시된 브제크군의 위치

브제크군(폴란드어: powiat brzeski)은 폴란드 오폴레주에 위치한 군으로 군청 소재지는 브제크이며 면적은 876.52km2, 인구는 90,054명(2019년 6월 30일 기준), 인구 밀도는 105명/km2이다.
북동쪽으로는 나미수프군, 남동쪽으로는 오폴레군, 남쪽으로는 니사군, 서쪽으로는 돌니실롱스크주 스트셸린군, 오와바군과 접한다. 6개 지방 자치체(1개 도시, 2개 도시형 농촌, 3개 농촌)를 관할한다.

군기
군 문장